# Ricardo Hoyos
Ricardo Hoyos (Alliston, 27 novembre 1995) è un attore canadese, famoso per aver interpretato il ruolo di Ricardo nella serie relevisiva Dino Dan e di Zig Novak nelle serie Degrassi: The Next Generation e Degrassi: Next Class.

## Biografia
Ricardo Hoyos nasce ad Alliston, nell'Ontario, il 27 novembre del 1995 da una famiglia di origini peruviane, ecuadoregne ed irlandesi.
Esordisce come attore nel 2007 in un episodio della serie 'Til Death Do Us Part. Da allora ha recitato in diverse serie televisive come Haven e Degrassi: The Next Generation. Ma il successo lo deve all'interpretazione di Ricardo nella serie televisiva Dino Dan.

## Premi e nomination
- 2010 - Young Artist Awards[1]: Miglior performance in un cortometraggio - Giovane attore  per The Armoire
- 2011 - Young Artist Awards[2]: 
  - Miglior performance in una serie TV - Giovane attore guest star di 14-17 anni per Haven
  - Miglior performance in una serie TV - Giovane attore ricorrente per Dino Dan
  - Giovane cast in una serie TV per Dino Dan
- 2012 - Young Artist Awards[3]: Miglior performance in una serie TV - Giovane attore guest star di 14-17 anni per R.L. Stine's The Haunting Hour

## Filmografia

### Cinema
- Bumblebee, regia di Travis Knight (2018)

### Televisione
- Haven – serie TV, episodio 1x02 (2010)
- R. L. Stine's The Haunting Hour (The Hauting Hour: The Series) – serie TV, episodio 1x13 (2011)
- Dino Dan – serie TV, 16 episodi (2011–2012) – voce
- Degrassi: The Next Generation – serie TV, 70 episodi (2012–2015)
- Life with Boys – serie TV, episodio 2x09 (2013)
- Degrassi: Next Class – serie TV, 35 episodi (2016–2017)